# Бориничі
Бори́ничі — село в Україні, у Ходорівській міській громаді Стрийського району Львівської області. Населення становило 684 осіб у 2016 році.

## Назва
Назва Бориничі походить від нащадків Борина.

## Географія
Село розташоване за 53 км від обласного центру, 55 км від районного центру та 18 км від адміністративно центру міської громади,  біля залізниці Львів — Ходорів, за 20 км на північний схід від міста Жидачів (до 17 липня 2020 року — районний центр), у долині річки Давидівка.
На західній стороні від села річка Барвинка впадає у Іловець, ліву притоку Дністра.

## Історія
Перша письмова згадка про поселення датована 1412 роком. Згадується село 20 жовтня 1466 року в книгах галицького суду . У XV столітті село було власністю родини Бориницьких. У податковому реєстрі 1515 року повідомляється про неможливість отримання податків з села через зруйнування татарами. У 1873 році, коли Бориничі належали Станіславу Мицельському, тут збудували великий палац (зруйнований у 1914 році). Нині збереглися частини стародавніх мурів, які огороджували маєток пана, та частина панського парку.
19 липня 2020 року, в результаті адміністративно-територіальної реформи та ліквідації Жидачівського району, село увійшло до складу Стрийського району.

## Пам'ятки

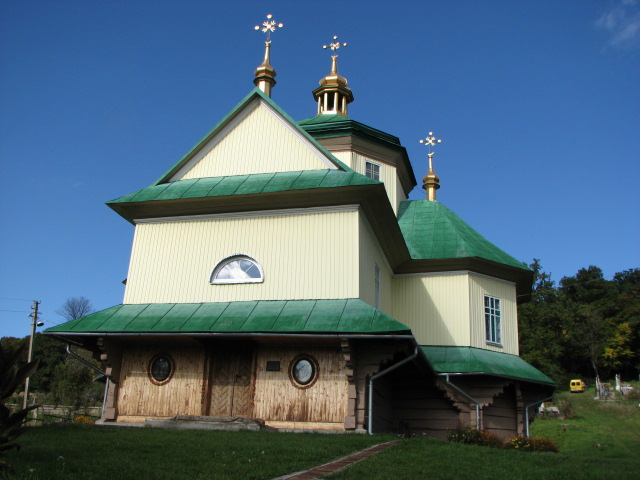
Церква Преображення Господнього в селі Бориничі

У селі знаходиться дерев'яна церква Преображення Господнього та каплиця.
Дерев'яна одноверха хрестова у плані церква стоїть у східній (відносно залізниці) частині села, на схилі лісистої гори. Вперше про місцеву святиню написано 1578 року. У 1718 році була зведена дерев'яна церква (не перша). Того часу Бориничі, як і чимало інших населених пунктів були власністю пана Цетнера. У 1855—1868 роках мешканці села збудували поряд старого новий дерев'яний храм. На його малювання витратили 120 гарнців (450 літрів) лляної (з льону) олії. До Другої світової війни покровителькою святині була Марія графиня Мицєльська зі Львова. Церква зведена з дубових брусів, стіни надопасання вертикально шальовані дошками. Західну стіну бабинця біля вхідних дверей оббили дерев'яною вагонкою — цілком можливо, що це початок майбутнього ремонту. До гранчастого за формою вівтаря симетрично добудовані ризниці. Звертають увагу різної форми вікна: півкругле, прямокутні та круглі. Ще можна помітити, що випусти вінців зрубів мають профільоване закінчення, а позаду вівтарної частини на постаменті стоїть скульптура жінки. Не можу сказати, кого хотів зобразити автор, але його робота виразно передає жіночий біль та страждання (логічно, адже позаду розташований цвинтар). Вони різко контрастують з добрим і люблячим поглядом Пресвятої Діви Марії, чия скульптура прикрашена гірляндою штучних квітів, стоїть ліворуч від церкви. Якщо поглянути на храм збоку виникає враження, що баня церкви раніше мала іншу форму. Сьогоднішній приземистий восьмибічний верх, увінчаний прозорим ліхтарем з маківкою.

### Каплиця
Історія про джерело в с. Бориничі: Цікава легенда про одну з «святих криниць» у Стрийському районі, яка пов'язана з історією Бориницької каплички. У 1862 році місцевий священик Черницький писав: «При залізниці між Бібркою і Ходоровом лежить на родючій рівнині село Бориничі Бібрського повіту (нині — Стрийського району). Річка Суходілка розділяє село на дві частини. Його оточують порослі лісом горбки, де працюють люди в каменоломнях або випалюють вапно. За народним переказами в старовину цю місцевість оточували темно густі бори (ліси). Ще одною з версій походження назви села і є співзвуччя «бори нічиї» — Бориничі. Звідси має походити назва села Бориничі.
З цим селом пов'язана історія «святої криниці». Хто відкрив цілюще джерело, нема певних доказів. Існує народний переказ, що його відкрили дуже дуже давно богомільні та побожні люди, побачивши на тому місці вночі світло та образ Божої Матері. Крім цього народного переказу є ще й другий, який стверджує, що на дереві при криниці літом безперервно кувала зозуля. Своїм куванням вона ніби накликувала людей, бажаючи їм сказати: «Приходіть із вірою порятунку у Божу Матір і в чудотворні сили оздоровляючої води у цій криниці». Тому — то названо ту криниченьку Зозулиною. Знаходиться криниця в лісі на межі чотирьох сіл Бориничі, Ілова, Ляшок і Борусова. До неї стали приходити люди з незапам'ятних часів. Ходять і дотепер, несучи до цієї чудотворної оздоровляючої води різного роду тілесні недуги.
Найбільшого розголосу в околицях набрала ця криниця тоді, коли глухоніма дівчинка-пастушка оздоровилась від тяжкої недуги, обливаючись водою та п'ючи воду з неї. На честь цієї події у 1863 році граф В. Борковський звів навпроти криниці муровану капличку, прикрашену куполом і дзвіничкою. Поряд із капличкою та криницею люди встановили фігуру Діви Марії. Роки приходили, поклонялись тому святому місцю доти, поки не прийшла на Західну Україну радянська влада, яка взялась закривати церкви, а все, що залишилось в них, грабувати. Але люди не переставали ходити до каплички та джерела. Працівники правоохоронних органів неодноразово розганяли віруючих, перекривали дорогу до неї. Одного дня фігуру Божої Матері було зруйновано й розкидано шматками по лісу. Люди віднайшли ці шматки, склали заново фігуру, але не могли знайти голову Діви Марії. Та одному жителю села Боринич приснився сон. Явилась Діва Марія і каже: «Голова з фігури знаходиться в криниці під намулом. Піди і викопай її». Чоловік рано встав і пішов до каплички копати. Копав копав і нічого не знайшов. На другу ніч знову приснилась Мати Божа, яка сказала: «Копай ще і знайдеш». Він знову почав копати і знайшов голову. Ще кілька разів після цього знищували фігуру Божої Матері, а капличку спалили і рештки розрівняли трактором. Але люди, які віками ходили до каплички та джерела, не змогли змиритися з такими знущаннями над святинею. І своїми силами збудували на цьому місці нову капличку, почистили криниченьку. Народ і по сьогоднішній день ходить молитися до каплички і пити чудодійну водицю. Найбільша відправа біля Зозулиної криниці відбувається щороку 19 серпня на Спаса. Доречним слід відмітити ще один не менш важливий факт з історії каплички біля криниченьки. Папа Римський Пій Дев'ятий надав грамотою відпустовою від 2 березня 1865 року відвідувачам тієї каплички цілковитий відкуп в святкові дні Благовіщення, Состраданія Пресвятої Богородиці в день Святих Апостолів Петра і Павла.

## Політика

### Парламентські вибори (2019)
На позачергових парламентських виборах 2019 року у селі функціонувала окрема виборча дільниця № 460321, що розташована у приміщенні сільської школи.
За результами виборів:
- зареєстровано 513 виборців, явка 54,00 %, найбільше голосів віддано за «Слуг народу» — 22,02 %, за «Європейську Солідарність» і «Голос»  — по 20,94 %[7] В одномандатному окрузі найбільше голосів отримав Андрій Кіт (самовисування) — 50,90%, за Андрія Гергерта (Всеукраїнське об'єднання «Свобода») — 16,97%, за Володимира Гаврона (Голос) — 11,91%[8].

## Спорт
З 1985 року в Чемпіонатах Львівської області з футболу село презентує футбольний клуб «Бори». Бронзовий призер Прем'єр ліги Львівщини 2015 року.

## Особистості
Уродженці села:
- Владислав Бадені — граф, батько Станіслава, Казімєжа[9].
- Стасина Василь Михайлович (1936—1997) — львівський бібліофіл, колекціонер.